# Луна (фильм, 2017)
«Луна» (также под названиями «Месть Луны» и «Беглец») (нем. Luna) — немецкий триллер 2017 года режиссёра Халеда Кайсара с Лизой Викари, Карло Любеком и Бранко Томовичем в главных ролях.

## Сюжет
Луна (Лиза Викари) — умный и беззаботный подросток, проводящий лето со своей семьёй в горах. Неожиданно вся её семья погибает от рук иностранных агентов, а Луне едва удаётся спастись. Она вынуждена признать, что вся её жизнь была ложью: её отец Джейкоб (Беньямин Задлер) в течение 20 лет был русским агентом, живущим в Германии, а её семья была лишь прикрытием. Когда он был окончательно разоблачён BND, она оказалась под прицелом российских спецслужб. Луна объединяется с тайным агентом Хамидом (Карло Любек), чтобы добиться справедливости для своей семьи. В конце концов она разоблачает Виктора (Бранко Томович) как убийцу, и несколько человек арестовываются.

## Производство
Фильм «Луна» снимался в конце 2015 года в Мюнхене, Дахау и Оберстдорфе. Лиза Викари самостоятельно выполняла трюки, в том числе висела на канате на высоте 60-70 м над ущельем. Фильм снят компанией Kaissar в копродукции с Rat Pack и Berghaus Wöbke. Исполнительный продюсер — Тобиас М. Хубер. Сценарий написан Ульрике Шеллес и Али Зоджаджи, операторская работа — Намче Окон. Фильм основан на реальной истории.

## Актёрский состав
| Актёр              | Роль     |
| ------------------ | -------- |
| Лиза Викари        | Луна     |
| Карло Любек        | Хамид    |
| Бранко Томович     | Виктор   |
| Бенджамин Сэдлер   | Джейкоб  |
| Райнер Бок         | Берингер |
| Гения Рыкова       | Катрин   |
| Бибиана Беглау     | Юлия     |
| Лаура Гразер       | Лени     |
| Тамара Гразер      | Лени     |
| Йоханнес Майер     | Людгер   |
| Ойген Кнехт        | Андрей   |
| Роланд фон Куммант | Хакер    |
| Мориц Фишер        | Пётр     |
| Катарина Штарк     | Чарли    |

## Релиз и принятие
Премьера фильма «Луна» состоялась 29 июня 2017 года на Мюнхенском кинофестивале. Широкий прокат в кинотеатрах Германии состоялся 15 февраля 2018 года. На Международном фестивале полицейских фильмов 2018 года в Льеж (Бельгия) фильм получил приз молодого жюри.
Фильм получил в целом хорошие отзывы. Бенджамин Виртц из Filmaffe считает, что немцы могут делать жанровое кино, и «Луна» доказывает это «в значительной степени». Хотя фильм «не является идеальным триллером», это «один из лучших жанровых фильмов, созданных в Германии за последнее время», которых в стране всё равно не хватает. То, что триллер предлагает «вполне успешное развлечение», «в основном благодаря ведущей актрисе Лизе Викари […], которая без труда ведёт сюжет». Тимо Вольтерс из Blu-Ray-Rezensions.net пишет: «В любом случае, в своём режиссёрском дебюте Халед Кайзер выдаёт абсолютно захватывающий триллер с агентским оттенком, начало которого в хижине в лесу для немецких постановок является новаторски жестким и прямым до точки. […] Это недалеко от уровня Голливуда и, по крайней мере, на уровне скандинавских триллеров»[8] Оливер Армкнехт с сайта film-rezensionen.de был более критичен, отметив, что немногочисленные «светлые моменты» «затмеваются триллером, которому не удаётся развить собственную индивидуальность», и поставил фильму 4 из 10 баллов.